# Iga (geslacht)
Iga is een geslacht van kevers uit de familie van de loopkevers (Carabidae). De wetenschappelijke naam van het geslacht is voor het eerst geldig gepubliceerd in 1953 door Ueno.

## Soorten
Het geslacht Iga is monotypisch en omvat slechts de volgende soort:
- Iga formicina Ueno, 1953